# Geoff Buffum
Geoff Buffum (* 27. Juni 1976) ist ein US-amerikanischer Footballtrainer und ehemaliger -spieler.

## Leben
Buffum spielte Football an der San Clemente High School in seinem Heimatort San Clemente (US-Bundesstaat Kalifornien). Auf Hochschulebene spielte der Quarterback zwei Jahre lang für die Willamette University in Oregon, anschließend eine Saison im selben Bundesstaat für die Mannschaft des Linfield College sowie im Spieljahr 1998 für die Azusa Pacific University. Im Dezember 1998 gewann er mit Azusa Pacific den Meistertitel in der Hochschulliga NAIA. Er studierte Politikwissenschaft und Sport.
Buffum wechselte 1999 erstmals nach Europa und spielte in Deutschland für die Elmshorn Fighting Pirates, ehe er noch im Laufe der Saison in die Heimat zurückging, um eine Stelle im Trainerstab von Azusa Pacific anzutreten. Er zeichnete dort in den Jahren 1999 sowie 2000 für die Betreuung der Wide Receiver verantwortlich. 2001 arbeitete er als Angriffskoordinator und Quarterback-Trainer an seiner früheren Schule San Clemente High School, 2002 war er als Assistenztrainer am Saddleback College im kalifornischen Mission Viejo für die Quarterback-Position verantwortlich. Zum Spieljahr 2003 zog es Buffum in den Bundesstaat Illinois, dort arbeitete er an der Greenville University und übernahm im Trainerstab die Betreuung der Spielpositionen Quarterback und Runningback. 2004 und 2005 war er wiederum am Saddleback College tätig, koordinierte dort das Angriffsspiel und kümmerte sich um die Quarterbacks.
Außerhalb der Footballsaison in seinem Heimatland war Buffum ab 2004 in Österreich als Cheftrainer bei den Swarco Raiders Tirol tätig. Dieses Amt übte er bis zum Sommer 2008 aus, teils war er dabei Spielertrainer. Unter seiner Leitung gewann die Mannschaft 2004 und 2006 die Staatsmeisterschaft, 2004 zudem den Europapokalbewerb EFAF Cup sowie 2008 den Eurobowl. Buffum ging in die Vereinigten Staaten zurück und trat im Januar 2009 an der University of North Carolina at Pembroke das Amt des Assistenztrainers für die Quarterback-Position an. Ende März 2010 wurde er an der Hochschulmannschaft zusätzlich auf den Posten des Angriffskoordinators befördert. 2011 und 2012 war Buffum als Trainer an der El Toro High School im US-Bundesstaat Kalifornien tätig und betreute dort die Quarterbacks. Zu Buffums Schützlingen in der Schulmannschaft zählte Conner Manning, den er später zur Saison 2019 zu den Calanda Broncos holte.
Im Vorfeld der Saison 2012 übernahm er bei den Calanda Broncos in der Schweiz das Cheftraineramt. Dort arbeitete Buffum mit Dave Likins (vorher Berlin Adler) zusammen, der das Amt des Verteidigungskoordinators übernahm, während Buffum die Hauptverantwortung für die Mannschaft erhielt. Er führte die Bündner 2012 zum Gewinn der Schweizer Meisterschaft sowie zum Sieg im Eurobowl.
Danach wechselte Buffum als Cheftrainer zu den Eidsvoll 1814s nach Norwegen. Er betreute die Mannschaft in den Spieljahren 2013 und 2014. In seinem ersten Jahr gewann er mit Eidsvoll die norwegische Meisterschaft.
2014 heiratete Buffum eine Schweizerin und übernahm im Vorfeld der Saison 2015 wieder das Cheftraineramt bei den Calanda Broncos. Die Mannschaft gewann unter Buffums Leitung 2015, 2017, 2018 und 2019 die Schweizer Meisterschaft. Im August 2020 kehrte er als Spielertrainer aufs Feld zurück und besetzte in der aufgrund der COVID-19-Pandemie anberaumten verkürzten Herbstmeisterschaft für die Calanda Broncos auf der Quarterback-Position. 2021 und 2023 gewannen sie erneut den Swiss Bowl unter Buffum.